# Juruaia
Juruaia là một đô thị thuộc bang Minas Gerais, Brasil. Đô thị này có diện tích 219,512 km², dân số năm 2007 là 8260 người, mật độ 37,63 người/km².